# Fortún García de Ercilla
Fortún García de Ercilla (Bermeo, 1492 - Dueñas, 30 setembre 1534) fou un jurista i conseller reial basc, pare del poeta Alonso de Ercilla.

## Biografia
Doctor en Dret Civil i Canònic, fou cofundador del Col·legi d'Espanya de Bolonya el 13 d'agost de 1510. Gaudí de gran reconeixement i prestigi a Itàlia, tanmateix refusà la càtedra que li oferí la Universitat de Pisa per tornar a Espanya, on fou reclamat per l'emperador Carles V, el 1522, quan tenia 28 anys. Aleshores esdevingué membre del Consell de Castella i tingué al seu càrrec la regència del regne de Navarra. Vencé a Granada, així mateix, al bisbe de Ciudad Rodrigo a la disputa pública sobre la publicació de la butlla que tractava sobre la reedificació del Col·legi de Zenarruza, a Biscaia.
Escrigué diverses obres de tema jurídic:
- Comentarios a varios libros del Digesto (Bolonya, 1514)
- Ad Legem Gallus D. de Liberis de Postimis Commentaria. De ultimo fine utrius Iuris Canonici et Civilis, de primo principio et subsequentibus praeceptis derivatione et diferentiis utriusque (Bolonya, 1514 i Colònia, 1581)